# Hans Leo Kornberg

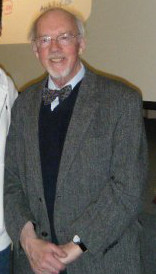
Sir Hans Leo Kornberg (2010)

Sir Hans Leo Kornberg, FRS (* 14. Januar 1928 in Herford; † 16. Dezember 2019 in Falmouth, Massachusetts) war ein britisch-US-amerikanischer Biochemiker deutscher Abstammung.

## Biografie
Kornberg wurde 1928 als Sohn seiner jüdischen Eltern Max (1889–1943) und Grete (1890–1928, geborene Silberbach) in Herford geboren, wohnte einige Jahre in Bad Salzuflen und emigrierte nach der Machtergreifung der NSDAP 1939 zu seinem Onkel in Yorkshire in Großbritannien. Seine Eltern blieben in Deutschland zurück, weil der Ausbruch des Zweiten Weltkriegs ihre Ausreise verhinderte. Sie wurden 1942 ins Warschauer Ghetto deportiert. Der Vater wurde 1943 im Zwangsarbeitslager Trawniki erschossen. Die Mutter starb kurz nach der Niederkunft, seine Stiefmutter, Selma Kornberg (* 1886, geborene Nathan), fand im Vernichtungslager Treblinka den Tod.
Nach seiner schulischen Ausbildung an der School for German Refugees (deutsch: „Schule für deutsche Flüchtlinge“) sowie an der Wakefield Grammar School studierte er an der University of Sheffield. Im Anschluss an seine Promotion ging er in die USA und war zwischen 1953 und 1955 Mitarbeiter an der Yale University sowie der University of New York.
Nach seiner Rückkehr nach England wurde er 1955 Mitarbeiter der von Hans Adolf Krebs gegründeten Forschungsgruppe für Stoffwechsel beim Medizinischen Forschungsrat (Medical Research Council Cell Metabolism Research Unit) der University of Oxford.
Kornberg hat maßgeblich auf dem Gebiet des mikroorganischen Stoffwechsels gearbeitet und wurde insbesondere durch die Entdeckung des Glyoxylatzyklus bekannt, der nach seinen weiteren Entdeckern Hans Adolf Krebs und Harry Beevers auch als Krebs-Kornberg-Zyklus bzw. Krebs-Kornberg-Beevers-Zyklus bezeichnet wird. Dieser erklärt, wie Bakterien in Fettsäuren wachsen und wie Sämlinge Fette während der Keimung in Kohlenhydrate umwandeln.
1960 wurde Kornberg zunächst Professor am neugeschaffenen Lehrstuhl für Biochemie an der University of Leicester. Für seine wissenschaftliche Verdienste wurde er 1965 Fellow der Royal Society und erhielt mehrere weitere Ehrungen und Preise, wie 1972 die Leeuwenhoek-Medaille der Royal Society und 1973 die Otto-Warburg-Medaille der Gesellschaft für Biochemie und Molekularbiologie. Außerdem war er Mitglied mehrerer wissenschaftlicher Räte.
1975 nahm er einen Ruf als Professor am Lehrstuhl für Biochemie an der University of Cambridge an. Daneben war er Vorsitzender der Königlichen Kommission über Umweltverschmutzung (Royal Commission on Environmental Pollution) sowie Mitglied des Stiftungsrates (Trustee) der Suffield Foundation und des Wellcome Trusts.
1978 wurde er von Königin Elisabeth II. zum Knight Bachelor geschlagen und führte seitdem den Namenszusatz „Sir“. Im Jahr 1982 wurde er zum Mitglied der Leopoldina gewählt, 1987 in die American Academy of Arts and Sciences. Er war auswärtiges Mitglied (Foreign Associate) der National Academy of Sciences (1986), ordentliches Mitglied der Academia Europaea (1989) und auswärtiges Mitglied der American Philosophical Society (1993) sowie der Accademia dei Lincei (1997). 1995 folgte er dem Ruf als Professor für Biologie an der Boston University. Kornberg war Träger von elf Ehrendoktoraten, darunter das der Universität Leipzig (1984).

## Privatleben
Während seiner Zeit in Oxford lernte er auch seine erste Frau, Monica King, eine Radiologin, kennen und heiratete sie 1956. Mit ihr hatte er zwei Söhne und zwei Töchter. Monica King starb 1989. Seine Enkelin ist die Sängerin SuRie, die das Vereinigte Königreich 2018 beim Eurovision Song Contest vertrat.  1991 heiratete er Donna Haber. Sie lebten in Brookline, Massachusetts.
Er war Mitglied des Beirats für die Kampagne für Wissenschaft und Technik.
Sir Hans Kornberg starb am 16. Dezember 2019 im Alter von 91 Jahren.